# Cameron (Contea di Wood, Wisconsin)
Cameron è un comune degli Stati Uniti, situato in Wisconsin, nella Contea di Wood.